# کوجیرو کوکوبا
کوجیرو کوکوبا (ژاپنی: 國場 虎次朗؛ زادهٔ ۲۲ سپتامبر ۲۰۰۰) یک بازیکن فوتبال اهل ژاپن است.
از باشگاه‌هایی که در آن بازی کرده‌است می‌توان به باشگاه فوتبال ریوکیو اشاره کرد.